# Nazionale maschile di hockey su prato dell'Ucraina
La nazionale di hockey su prato dell'Ucraina è la squadra di hockey su prato rappresentativa dell'Ucraina, nata nel 1993 dallo scioglimento dell'Unione Sovietica e della nazionale della Comunità degli Stati Indipendenti.

## Partecipazioni

### Mondiali
- 1994-2006 - non partecipa

### Olimpiadi
- 1996-2008 - non partecipa

### Champions Trophy
- 1993-2008 – non partecipa

### EuroHockey Nations Championship
- 1995-2007 - non partecipa